# Diplothorax lucens
Diplothorax lucens là một loài bọ cánh cứng trong họ Cerambycidae.